# My Little Pony: Equestria Girls – Filmvarázs
A My Little Pony: Equestria Girls – Filmvarázs (eredeti cím: My Little Pony: Equestria Girls – Movie Magic) 2017-ben bemutatott amerikai–kanadai 2D-s számítógépes animációs rövidfilm, amelyet Ishi Rudell és Katrina Hadley rendezett. A rövidfilm az Én kicsi pónim: Varázslatos barátság animációs televíziós sorozathoz készült. A DHX Media készítette, a Hasbro Studios forgalmazta. Amerikában 2017. július 1-én mutatta be a Discovery Family csatorna. A magyar változat premierje 2017. december 28-án a Cseh Minimax magyar hangsávján volt. Magyarországon a tényleges magyar premierre 2018. február 19-én került sor a hazai Minimaxon.

## Ismertető
A lányok meghívást kapnak a közelgő Daring Do film forgatására, ám hamarosan egy rejtély üti fel a fejét a stúdióban, mikor is a forgatási kellékek eltünedeznek.

## Szereplők
| Szereplő           | Eredeti hang        | Magyar hang      |
| ------------------ | ------------------- | ---------------- |
| Twilight Sparkle   | Tara Strong         | Vadász Bea       |
| Sunset Shimmer     | Rebecca Shoichet    | Simonyi Réka     |
| Rainbow Dash       | Ashleigh Ball       | Grúber Zita      |
| Applejack          | Ashleigh Ball       | Solecki Janka    |
| Pinkie Pie         | Andrea Libman       | Zsigmond Tamara  |
| Fluttershy         | Andrea Libman       | Szabó Zselyke    |
| Rarity             | Tabitha St. Germain | Molnár Ilona     |
| Spike              | Cathy Weseluck      | Seszták Szabolcs |
| Juniper Montage    | Ali Liebert         | Lamboni Anna     |
| Canter Zoom        | Andrew Toth         | Bolla Róbert     |
| Chestnut Magnifico | Kira Tozer          | Várkonyi Andrea  |
| Stalwart Stallion  | Charles Zuckerman   | Molnár Kristóf   |

## Magyar változat
A szinkront a Minimax megbízásából a Subway Stúdió készítette.
- Magyar szöveg: Szirmai Hedvig
- Hangmérnök: Johannisz Vilmos
- Gyártásvezető: Terbócs Nóra
- Szinkronrendező: Kozma Attila
- Produkciós vezető: Kicska László
- Felolvasó: Németh Kriszta